# Lemmus sibiricus
Lemmus sibiricus és una espècie de mamífer rosegador de la família dels cricètids. És endèmic del nord de Rússia. S'alimenta de ciperàcies, cotoneres, molses verdes i diversos matolls. El seu hàbitat natural és la tundra, particularment a les planes. És una espècie en risc mínim, és a dir, no sembla que hi hagi cap amenaça significativa per a la seva supervivència. El seu nom específic, sibiricus, significa ‘siberià’ en llatí.